# Laborel
 Laborel  là một xã thuộc tỉnh Drôme trong vùng Auvergne-Rhône-Alpes đông nam nước Pháp. Xã Laborel nằm ở khu vực có độ cao trung bình 825 mét trên mực nước biển.